# Rîkiv, Kozeleț
Rîkiv (în ucraineană Риків) este un sat în comuna Brîhînți din raionul Kozeleț, regiunea Cernihiv, Ucraina.

## Demografie
Componența lingvistică a localității Rîkiv
     Ucraineană (99,39%)
     Alte limbi (0,61%)
Conform recensământului din 2001, majoritatea populației localității Rîkiv era vorbitoare de ucraineană (99,39%), existând în minoritate și vorbitori de alte limbi.